# Logistikschule der Bundeswehr (Hamburg)
Die in der Reichspräsident-Ebert-Kaserne in Hamburg, im Bezirk Altona, stationierte Logistikschule der Bundeswehr war eine Lehreinrichtung der Bundeswehr von 1958 bis 1999.

## Aufgaben
Die Logistikschule der Bundeswehr war von 1959/60 bis 1999 die zentrale Ausbildungsstätte der Bundeswehr für Logistik. Ihre Aufgaben bestanden in der Vermittlung betriebswirtschaftlichen Denkens und der Einführung in die Grundsätze wirtschaftlicher Betriebsgestaltung ebenso wie Arbeitsorganisation, leistungsgerechte Terminplanung und die Anwendung elektronischer Datenverarbeitung; sie baute damit auf dem Lehrstoff der Schulen der Teilstreitkräfte auf. Das Personal wurde ausgebildet zum:
- Einsatz in den Basisdepots,
- zur Leitung und Durchführung von Transporten in und aus der Basis sowie zur
- Bearbeitung des Nachschubes aus Übersee.

Außerdem wurden von November 1982 bis Juni 1998 halbjährlich die NATO Logistics Courses an der Logistikschule der Bundeswehr durchgeführt. 
Unterstellt war die Logistikschule dem Streitkräfteamt.

## Geschichte
Am 1. Mai 1958 wurde das Vorauspersonal Logistikschule der Bundeswehr auf dem Kommandoweg aufgestellt. Zunächst bezog es die Ermekeil-Kaserne in Bonn; einen Monat später wurde der Fliegerhorst Wahn neuer Dienstort. Im April 1959 setzte ein neues Vorauskommando den Aufbau in Rengsdorf fort.
Zu diesem Zeitpunkt war die Entscheidung für Hamburg als zukünftigem Standort der Logistikschule der Bundeswehr bereits gefallen; die als Unterkunft vorgesehene Iserbrook-Kaserne war jedoch noch nicht frei. So begann im September 1959 der erste Lehrgang für "Logistische Führung" in Putlos und wurde im Standortkommando Hamburg fortgesetzt. Im Mai 1960 schließlich konnten erste Teile der Schule die Iserbrook-Kaserne beziehen; abgeschlossen war der Umzug endgültig im August 1960. Am 12. Oktober 1960 erfolgte die offizielle Indienststellung durch den Generalinspekteur der Bundeswehr General Adolf Heusinger.
Am 12. März 1999 wurde der Lehrbetrieb eingestellt, und die Schule zum 30. Juni 1999 aufgelöst. Funktionsnachfolger sind u. a. die Technische Schule des Heeres und Fachschule des Heeres für Technik in Aachen, die Nachschubschule des Heeres in Garlstadt und die Schule für Feldjäger und Stabsdienst in Sonthofen.

## Gliederung
Die Logistikschule der Bundeswehr gliederte sich zu Beginn folgendermaßen: Dem Kommandeur und seinem Stab unterstanden direkt der Ausbildungsleiter und der Leiter des Spezialstabes für Auswertung, Truppenversuch, Planung (ATP). Der Ausbildungsleiter wurde später in Kommandeur Lehrstab und schließlich in Kommandeur Lehrgruppe, der Leiter des Spezialstabes ATP in Leiter Spezialstab Auswertung, Truppenversuche, Vorschriften (ATV) umbenannt.

### 1960/1970 Jahre
Dem Ausbildungsleiter unterstanden nach der Gründung der Schule vier Lehrgruppen und der Zentrale Lehrkörper; in ihm wurden Lehrer für Spezialgebiete zusammengefasst. Die vier Lehrgruppen wiederum waren folgendermaßen aufgeteilt:
- Lehrgruppe A umfasste Lehrgänge für Stabsoffiziere sowie entsprechende Beamte in der höheren und mittleren logistischen Führung;
- Lehrgruppe B Lehrgänge für Kommandeure, Kompaniechefs und Zugführer der Logistiktruppen sowie Lehrgänge für Offiziere und Stabsfeldwebel als Sachbearbeiter und Hilfssachbearbeiter in logistischen Führungsstäben, logistischen Einrichtungen und Spezialstäben;
- Lehrgruppe C Lehrgänge für Unteroffiziere als Bearbeiter und Hilfsbearbeiter in logistischen Führungsstäben, Einrichtungen und Spezialstäben sowie Lehrgänge für Mannschaftsdienstgrade für den logistischen Stabsdienst allgemein und
- Lehrgruppe D Lehrgänge im Verkehrswesen für alle Dienstgradstufen.

Ende der 1970er Jahre wurden der Zentrale Lehrkörper in Fachlehrergruppe umbenannt und die Lehrgruppen aufgelöst. An ihre Stelle traten zwei Inspektionen:
- Inspektion A (Organisation und Führungsmittel) mit vier Untergruppen und
- Inspektion B (Logistik) mit elf Untergruppen.

### 1980 Jahre
In den 1980er Jahren wurden diese beiden Inspektionen wiederum aufgelöst. An ihrer Stelle wurden drei Inspektionen errichtet:
- I. Inspektion (Logistische Führung und Transportwesen),
- II. Inspektion (Materialwirtschaft, Betriebsschutz und DV-Anwendung) und
- III. Inspektion (REFA/MTM und Netzplantechnik).

Die III. Inspektion wurde nur wenige Jahre später aufgelöst und ihre Aufgaben an die verbleibenden I. und II. Inspektion verteilt. Neu eingerichtet wurde hingegen die Gruppe Ausbildung, die für alle organisatorischen und inhaltlichen Belange der Ausbildung an der Schule zuständig war.
Der Spezialstab ATP bzw. ATV war in drei Dezernatsgruppen aufgegliedert:
- Dezernatsgruppe 1 war für Logistische Organisation, Ausbildung, DV-Anwendungen sowie Verwaltung und Recht,
- Dezernatsgruppe 2 für Grundsatzangelegenheiten in der Materialbewirtschaftung, Materialerhaltung, Depotwesen und Betriebsschutz und
- Dezernatsgruppe 3 für das Transportwesen zuständig.

### 1990 Jahre
Ende der 1980er Jahre kam es zu einer Umorganisation der Dezernate I und II: 
- Dezernat I war daraufhin nur noch für Logistische Grundlagen und
- Dezernat II nur noch für Materialwirtschaft zuständig.

Mitte der 1990er Jahre verschmolzen beide Dezernate schließlich zu einem Dezernat. Dem Leiter Spezialstab ATV unterstanden somit bei Auflösung der Logistikschule der Bundeswehr nur noch zwei Referate.

## Die Kommandeure / Leiter
| Nr. | Dienstgrad        | Name                    | Beginn der Amtszeit | Ende der Amtszeit  |
| --- | ----------------- | ----------------------- | ------------------- | ------------------ |
| 1   | Brigadegeneral    | Ludwig Hahne            | 1. Juni 1960        | 30. September 1964 |
| 2   | Flottillenadmiral | Helmut Klemm            | 1. Oktober 1964     | 30. September 1967 |
| 3   | Brigadegeneral    | Gustav-Adolf Klüter     | 1. Oktober 1967     | 30. September 1971 |
| 4   | Flottillenadmiral | Wilfried Toepser        | 1. Oktober 1971     | 31. Dezember 1973  |
| 5   | Flottillenadmiral | Henrich Grote           | 1. Januar 1974      | 31. März 1981      |
| 6   | Flottillenadmiral | Hansjakob Kratzmair     | 1. April 1981       | 30. September 1982 |
| 7   | Oberst            | Hans-Niklas von Selchow | 1. Oktober 1982     | 31. März 1988      |
| 8   | Kapitän zur See   | Wolfgang Guthmann       | 1. April 1988       | 30. Juni 1992      |
| 9   | Kapitän zur See   | Albrecht Dettmann       | 1. Juli 1992        | 30. Juni 1999      |

Koordinaten: 53° 34′ 23,7″ N, 9° 49′ 39,3″ O